# Джо Роґан
Джозеф Джеймс Роґан (англ. Joe Rogan; нар. 11 серпня 1967, Ньюарк, США) — американський стендап-комік, спортивний аналітик змішаних бойових мистецтв, ведучий подкасту, бізнесмен і колишній телеведучий і актор.
Джо Роґан розпочав комедійну кар'єру в серпні 1988 року в районі Бостона. Після переїзду до Лос-Анджелеса в 1994 році, Роґан підписав ексклюзивну розвиткову угоду з «Disney» і став актором на декількох телешоу, як-от «Гардболл» і «НьюзРадіо». У 1997 році він почав працювати в «UFC» на посаді інтверв'юера та аналітика. Роґан випустив свій перший комедійний спецвипуск у 2000 році. У 2001 році Джо Роґан призупинив свою комедійну кар'єру після одержання посади ведучого на «Факторі страху», а відтак поновив свою стендап-кар'єру невдовзі після завершення телешоу в 2006 році. У 2009 Джо Роґан запустив власний подкаст «Джо Роґан Експіріенс». У лютому 2022 року Spotify видалив 113 епізодів "Досвід Джо Рогана" протягом декількох днів частково через те, що деякі епізоди були сприйняті як такі, що містять расистські та нетактовні висловлювання.

## Цікавий факт
- 8 вересня 2018 року Ілон Маск курив марихуану із Джо Роґаном на передачі в прямому ефірі після чого акції Tesla Inc. різко впали.[5]